# Радоман Божович
Радоман Божович (на сръбски: Радоман Божовић; роден на 13 януари 1953 г.) е сръбски политик, министър-председател на Сърбия от 1991 до 1993 г.

## Биография
Божович е роден в Шипачно, Черна гора, през 1953 г. Завършва Икономическия факултет на Университета в Суботица, където получава работа като асистент. Получава магистърска степен през 1978 г. и докторска степен през 1981 г. от Белградския университет. За известно време се завръща в Черна гора, където работи като професор в Университета „Велко Влахович“ в Титоград.
В Суботица навлиза в политиката, като става секретар на Общинския комитет на Комунистическия съюз на Суботица. Когато се присъединява към Социалистическата партия на Сърбия, Слободан Милошевич му предсказва голямо бъдеще.[източник? (Поискан днес)] В следващите години заема редица държавни длъжности. Избран е в Парламента на Войводина през 1990 г. През 1989 г. става председател на Изпълнителния съвет на Войводина. След това става един от представителите на Войводина в Парламента на Югославия, а скоро след това и председател на него. Като депутат от СПС в сръбския парламент, лидер на парламентарната група на партията и член на Парламентарната комисия за връзки със сърби извън Сърбия.[източник? (Поискан днес)]
Божович става министър-председател на Сърбия на 23 декември 1991 г., след като предишният кабинет подава оставка поради икономически провал. Като министър-председател той е закоравял бюрократ,[източник? (Поискан днес)] при когото повече от половината сръбска икономика е държавна собственост. Само след 100 дни на поста инфлацията достига шокиращите 10 000%. Мандатът му е белязан от скандал, при който двама министри от кабинета му са арестувани, както и от честите му спорове с лидера на опозицията Воислав Шешел. На 10 февруари 1993 г. в резултат на парламентарните избори на 20 декември 1992 г. е сформиран новият кабинет на малцинството от СПС, подкрепен от СРС. Божович се противопоставя на подкрепата на СРС, затова отказва още един мандат.
След това става депутат от СПС в Камарата на гражданите на Федералното събрание на Съюзна република Югославия и е председател на Камарата от 3 февруари 1993 г. до 10 декември 1996 г., подкрепен от СПС и ДПС (Група на гражданите), и срещу противопоставяне от малцинство от повече от една трета (коалиция СРС, НС (Група на гражданите), ДС, ДЕПОС, състояща се от СПО и ДСС). Той е обвинен в подбуждане и допускане на прекомерна словесна агресия срещу опозиционните депутати по време на заседания (по-специално срещу депутата от СПО Михайло Маркович). Той играе важна роля за отстраняването на Добрица Чосич от поста президент на Югославия на 1 юни 1993 г. и избирането на Зоран Лилич, кандидат, подкрепящ Милошевич.[източник? (Поискан днес)]
След 1996 г. напуска СПС.